# Матч всех звёзд женской НБА 2001 года
Матч всех звёзд женской НБА 2001 года (англ. 2001 WNBA All-Star Game) — ежегодная показательная баскетбольная игра, прошедшая в понедельник, 16 июля 2001 года, в Орландо (штат Флорида) на домашней арене команды «Орландо Миракл» «ТД Уотерхаус-центр». Эта встреча стала третьим матчем всех звёзд (ASG) в истории женской национальной баскетбольной ассоциации (ВНБА) и первым, проведённым в Орландо. Игра транслировалась спортивным кабельным телевизионным каналом ESPN в 8:00 по Североамериканскому восточному времени (ET), а судьями на матче работали Мелисса Барлоу, Майкл Прайс и Бонита Спенс.
Сборная Запада под руководством Ван Ченселлора в упорной борьбе обыграла сборную Востока Ричи Адубато со счётом 80:72, тем самым продолжив серию побед до трёх игр подряд и увеличив счёт в очном противостоянии (3:0). Первые два матча всех звёзд ВНБА неизменно выигрывала команда Запада. Самым ценным игроком этого матча была признана Лиза Лесли, представляющая на нём команду «Лос-Анджелес Спаркс». 2001 год стал для неё самым успешным в её карьере, в течение которого она установила феноменальное достижение, которое пока повторить никто не смог, выиграв три титула MVP в одном сезоне. Лесли стала обладательницей не только этого трофея, но и была признана самым ценным игроком регулярного чемпионата и финальной серии.

## Матч всех звёзд

### Составы команд
Игроки стартовых пятёрок матча всех звёзд женской НБА выбираются по итогам электронного голосования, проводимого среди болельщиков на официальном сайте лиги — WNBA.com. Выбор баскетболисток резервного состава команд Востока и Запада проводится путём голосования среди главных тренеров клубов, входящих в конференцию, причём они не могут голосовать за своих собственных подопечных. До 2013 года наставники могли выбрать двух защитников, двух форвардов, одного центрового и ещё двух игроков вне зависимости от их амплуа. В 2014 году позиции форварда и центрового были объединены в единую категорию нападения, после чего наставники команд стали голосовать за двух защитников, трёх игроков нападения и одного игрока независимо от позиции. Если та или иная баскетболистка не может участвовать в ASG из-за травмы или по болезни, то их заменяют специально отобранные для этого резервисты.
По правилам женской НБА на тренерский мостик сборных Запада и Востока назначаются наставники команд, которые принимали участие в финале прошлого сезона, исключением являются матчи всех звёзд 1999 и 2009 годов. В 2000 году в финальной серии всего турнира играли команды «Хьюстон Кометс» и «Нью-Йорк Либерти», поэтому сборной Запада руководил Ван Ченселлор, а сборной Востока — Ричи Адубато. Официально их имена были объявлены женской НБА 10 июня, за 36 дней до самой игры.
8 июля ВНБА опубликовала итоги голосования среди поклонников на официальном сайте ассоциации, по результатам которого наибольшее число голосов набрала Чамик Холдскло (105 006), сразу же за ней расположились Тина Томпсон (93 901), Тереза Уизерспун (75 349) и Жанет Аркейн (70 107). В итоге в стартовую пятёрку команды Запада не считая Томпсон и Аркейн попали Иоланда Гриффит (61 307), Рути Болтон (53 466) и Тиша Пенишейру (48 801), а в стартовую пятёрку сборной Востока помимо Холдскло и Уизерспун вошли Тари Филлипс (63 149), Никки Маккрей (57 280) и Вики Джонсон (45 769).
11 июля были опубликованы итоги голосования среди главных тренеров команд ВНБА, по результатам которого резервистами Запада стали Тамека Диксон, Натали Уильямс, Джеки Стайлз, Лорен Джексон, Кэти Смит и Лиза Лесли. Запасными Востока стали Мерлакия Джонс, Дон Стэйли, Андреа Стинсон, Тадж Макуильямс, Елена Баранова и Часити Мелвин. Однако Холдскло из-за травмы правой ноги не смогла принять участие в этой игре, в результате чего образовавшееся вакантное место в стартовой пятёрке Востока заняла Макуильямс, на замену которой в состав резервистов Востока была включена Никеша Сейлс. Кроме того в команде Востока из-за травмы не смогла участвовать в этом матче и Часити Мелвин, её место среди резервистов заняла Рита Уильямс.
По результатам голосования третий раз на матч всех звёзд получили вызов Тиша Пенишейру, Тина Томпсон, Иоланда Гриффит, Натали Уильямс, Лиза Лесли, Тереза Уизерспун, Никки Маккрей, Чамик Холдскло, Мерлакия Джонс, Никеша Сейлс и Тадж Макуильямс и второй раз — Вики Джонсон, Тари Филлипс, Андреа Стинсон, Рути Болтон и Кэти Смит.
В данной таблице опубликованы полные составы сборных Запада и Востока предстоящего матча.
| Поз.                                           | Игрок             | Команда             | Выбор             |
| Стартовая пятёрка                              | Стартовая пятёрка | Стартовая пятёрка   | Стартовая пятёрка |
| ---------------------------------------------- | ----------------- | ------------------- | ----------------- |
| З                                              | Тиша Пенишейру    | Сакраменто Монархс  | 3-й               |
| З                                              | Жанет Аркейн      | Хьюстон Кометс      | 1-й               |
| Ф                                              | Тина Томпсон      | Хьюстон Кометс      | 3-й               |
| Ф                                              | Рути Болтон       | Сакраменто Монархс  | 2-й               |
| Ц                                              | Иоланда Гриффит   | Сакраменто Монархс  | 3-й               |
| Запасные игроки                                |                   |                     |                   |
| З                                              | Тамека Диксон     | Лос-Анджелес Спаркс | 1-й               |
| З                                              | Джеки Стайлз      | Портленд Файр       | 1-й               |
| Ф                                              | Кэти Смит         | Миннесота Линкс     | 2-й               |
| Ф                                              | Натали Уильямс    | Юта Старз           | 3-й               |
| Ф                                              | Лорен Джексон     | Сиэтл Шторм         | 1-й               |
| Ц                                              | Лиза Лесли        | Лос-Анджелес Спаркс | 3-й               |
| Главный тренер: Ван Ченселлор (Хьюстон Кометс) |                   |                     |                   |

| Поз.                                            | Игрок              | Команда           | Выбор             |
| Стартовая пятёрка                               | Стартовая пятёрка  | Стартовая пятёрка | Стартовая пятёрка |
| ----------------------------------------------- | ------------------ | ----------------- | ----------------- |
| З                                               | Тереза Уизерспун   | Нью-Йорк Либерти  | 3-й               |
| З                                               | Никки Маккрей      | Вашингтон Мистикс | 3-й               |
| Ф                                               | Вики Джонсон       | Нью-Йорк Либерти  | 2-й               |
| Ф                                               | Чамик Холдскло[a]  | Вашингтон Мистикс | 3-й               |
| Ц                                               | Тари Филлипс       | Нью-Йорк Либерти  | 2-й               |
| Запасные игроки                                 |                    |                   |                   |
| З                                               | Мерлакия Джонс     | Кливленд Рокерс   | 3-й               |
| З                                               | Никеша Сейлс[b]    | Орландо Миракл    | 3-й               |
| З                                               | Дон Стэйли         | Шарлотт Стинг     | 1-й               |
| З                                               | Андреа Стинсон     | Шарлотт Стинг     | 2-й               |
| З                                               | Рита Уильямс[b]    | Индиана Фивер     | 1-й               |
| Ф                                               | Елена Баранова     | Майами Сол        | 1-й               |
| Ф                                               | Тадж Макуильямс[c] | Орландо Миракл    | 3-й               |
| Ф                                               | Часити Мелвин[a]   | Кливленд Рокерс   | 1-й               |
| Главный тренер: Ричи Адубато (Нью-Йорк Либерти) |                    |                   |                   |

- a  Игроки, не принимавшие участие в матче из-за травмы.
- b  Игроки, заменившие в нём травмированных.
- c  Игроки, начавшие игру в стартовой пятёрке, вместо травмированных.

### Ход матча
Большая часть первой половины игры прошла в равной борьбе, небольшое преимущество переходило от Запада к Востоку и наоборот, однако за несколько минут до её завершения сборная Запада ненадолго захватила инициативу в свои руки, в результате чего отправилась на большой перерыв, имея комфортное преимущество в десять очков (40:30). После перерыва ситуация в матче кардинально изменилась, команда Запада постепенно стала наращивать преимущество в счёте, и за 4:46 до конца встречи оно достигло 19 очков (75:56). Но тут сборной Востока удался финишный рывок, во время которого солировали Тадж Макуильямс и Мерлакия Джонс. Этот отрезок матча команда Востока выиграла со счётом 16:3, в результате чего за 17,3 секунды до конца матча перевес Запада составлял всего шесть очков (78:72) Тут же сборная Востока сфолила на Джеки Стайлз, которая набрала лёгкие два очка с линии штрафных. В оставшееся до финального свистка время команда Востока несколько раз бросала по кольцу противника, но неудачно. В итоге игра завершилась победой команды Запада со счётом 80:72, которая третий раз подряд выиграла матч всех звёзд.
Самым ценным игроком этого матча была признана Лиза Лесли из «Лос-Анджелес Спаркс», которая набрала 20 очков, совершила 9 подборов, сделала 1 перехват и 3 блок-шота. Помимо этого лучшими игроками этой встречи, предопределившими победу команды Запада, стали Иоланда Гриффит, набравшая 17 очков и 7 подборов, Лорен Джексон, набравшая 11 очков и Тамека Диксон, набравшая 8 очков и 4 передачи. Лучшими же игроками команды Востока стали Мерлакия Джонс, набравшая 12 очков и 6 подборов, Никеша Сейлс, набравшая 10 очков, Елена Баранова, набравшая 10 очков, 7 подборов, 2 передачи и 4 блок-шота, Тадж Макуильямс, набравшая 10 очков и 4 подбора и Тари Филлипс, набравшая 9 очков и 9 подборов.
| 16 июля 2001 года 8:00 pm (ET) | Протокол | Сборная Запада                   | 80:72    | Сборная Востока   | ТД Уотерхаус-центр, Орландо (штат Флорида) Зрителей: 16 906 Судьи: Мелисса Барлоу Майкл Прайс Бонита Спенс | ESPN |
| 16 июля 2001 года 8:00 pm (ET) | Протокол | Счёт по половинам: 40:30, 40:42. |          |                   | ТД Уотерхаус-центр, Орландо (штат Флорида) Зрителей: 16 906 Судьи: Мелисса Барлоу Майкл Прайс Бонита Спенс | ESPN |
| 16 июля 2001 года 8:00 pm (ET) | Протокол | Лиза Лесли 20                    | Очки     | Мерлакия Джонс 12 | ТД Уотерхаус-центр, Орландо (штат Флорида) Зрителей: 16 906 Судьи: Мелисса Барлоу Майкл Прайс Бонита Спенс | ESPN |
| 16 июля 2001 года 8:00 pm (ET) | Протокол | Лиза Лесли 9                     | Подборы  | Тари Филлипс 9    | ТД Уотерхаус-центр, Орландо (штат Флорида) Зрителей: 16 906 Судьи: Мелисса Барлоу Майкл Прайс Бонита Спенс | ESPN |
| 16 июля 2001 года 8:00 pm (ET) | Протокол | Тиша Пенишейру 5                 | Передачи | Дон Стэйли 3      | ТД Уотерхаус-центр, Орландо (штат Флорида) Зрителей: 16 906 Судьи: Мелисса Барлоу Майкл Прайс Бонита Спенс | ESPN |

### Полная статистика матча
В данной таблице показан подробный статистический анализ этого матча.

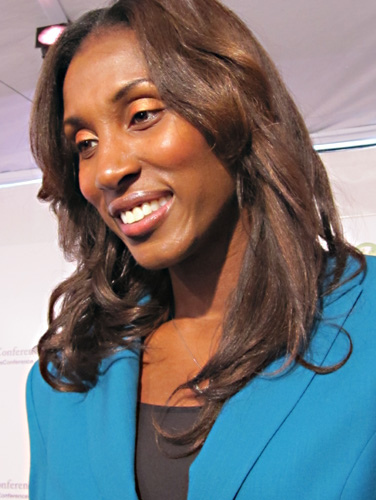
Лиза Лесли, лучшая по очкам и самый ценный игрок матча (20)
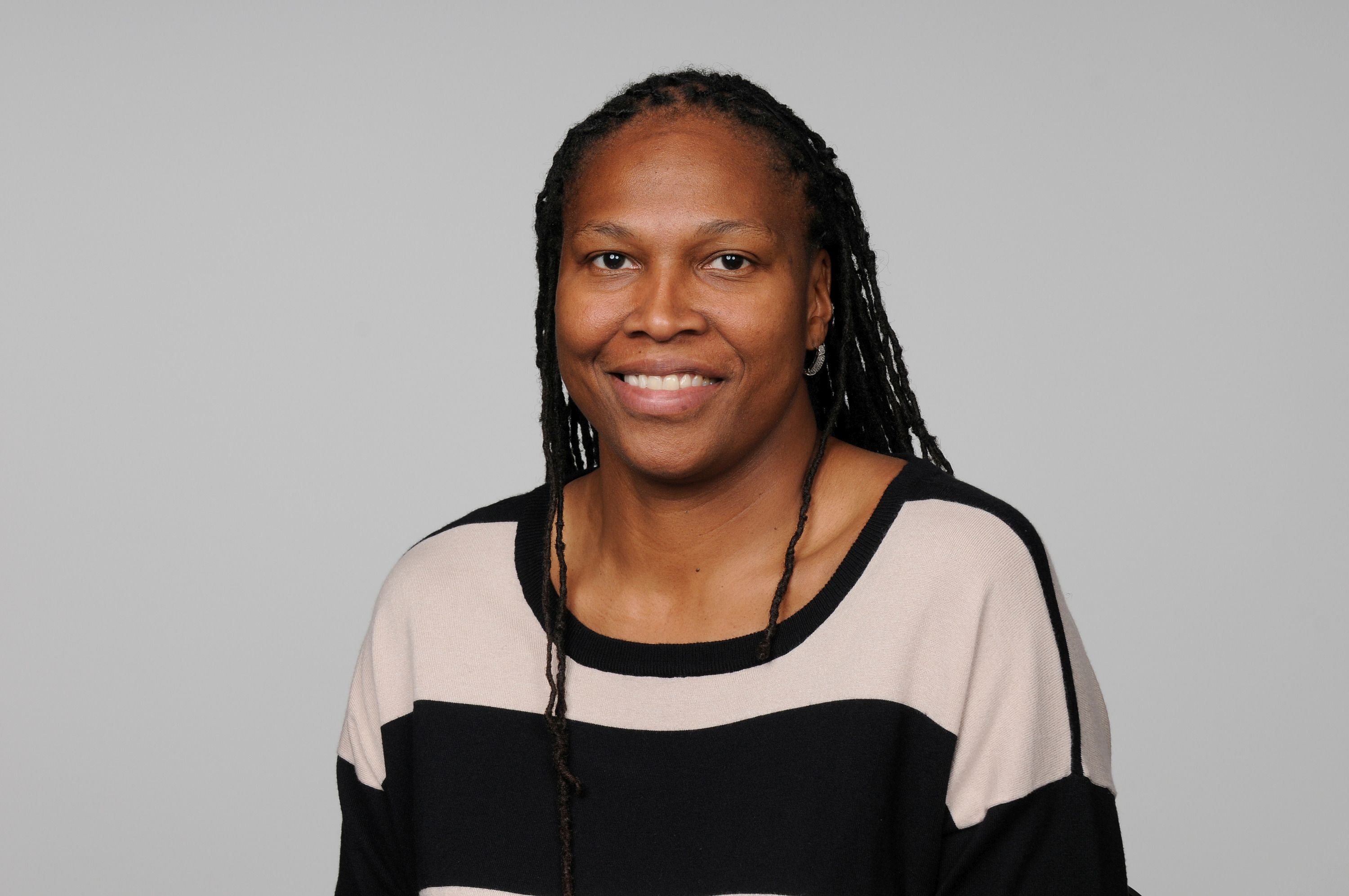
Иоланда Гриффит, третий игрок матча по подборам (7)
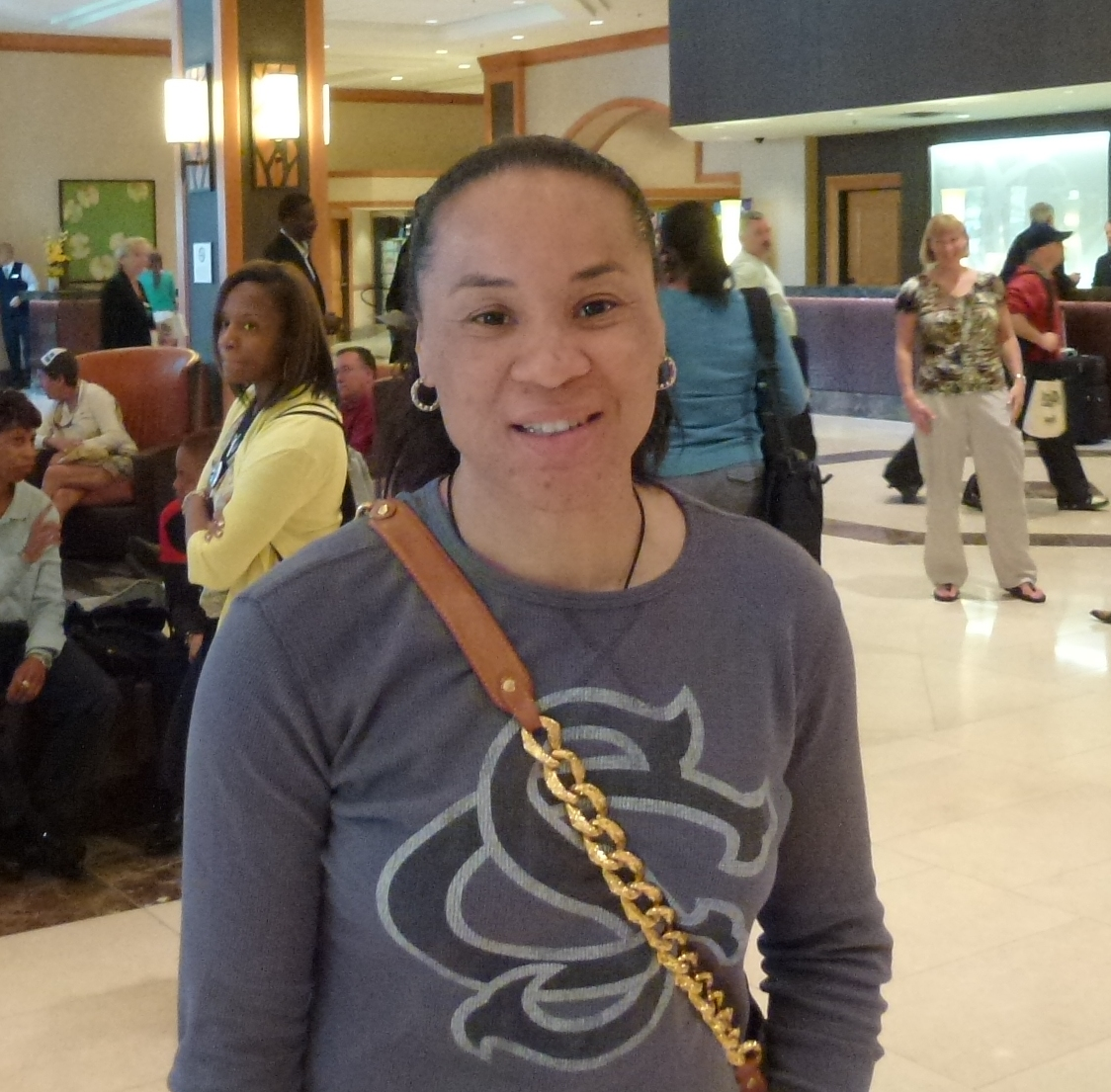
Дон Стэйли, второй игрок матча по передачам (3)
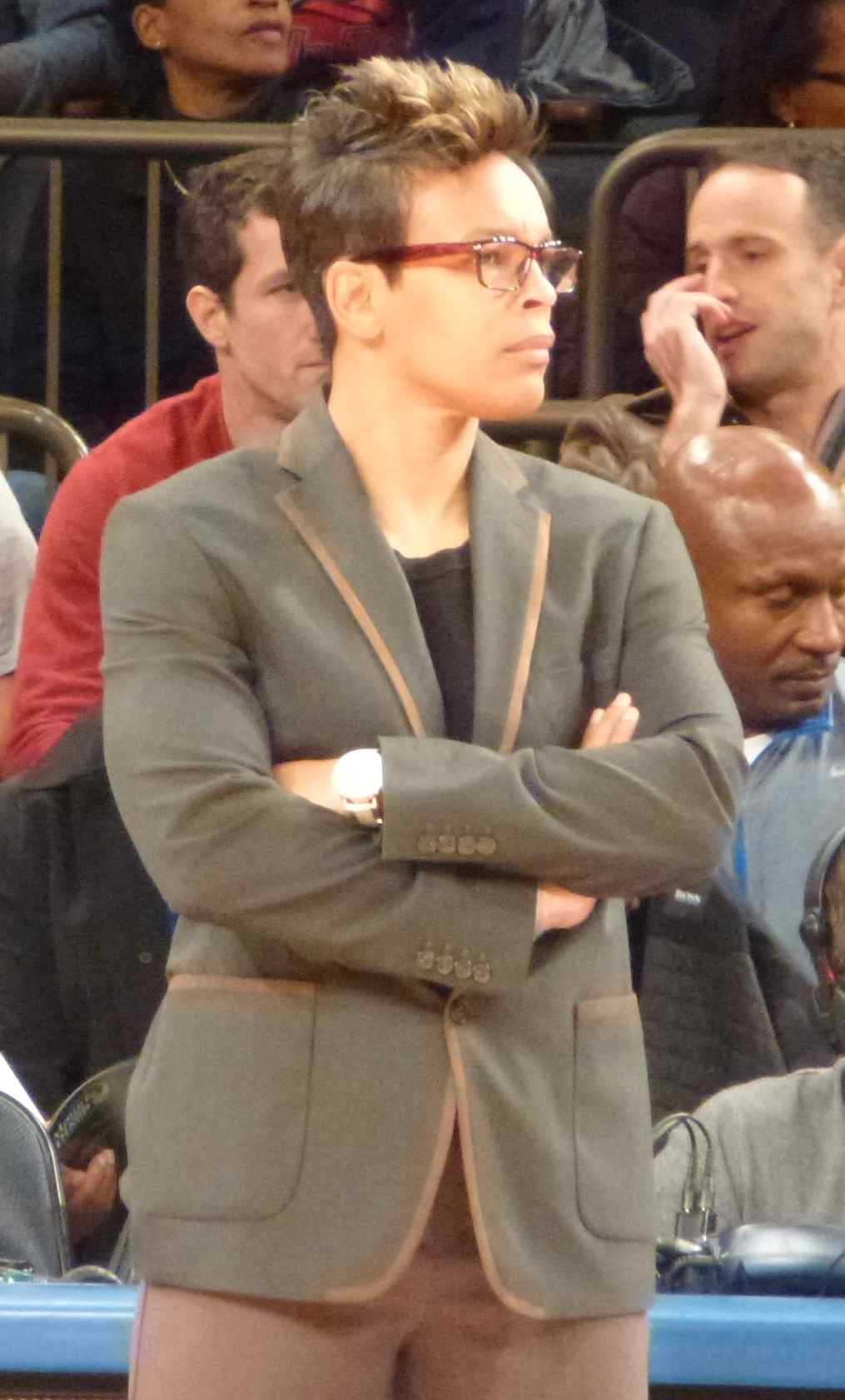
Тереза Уизерспун, третий игрок матча по перехватам (3)
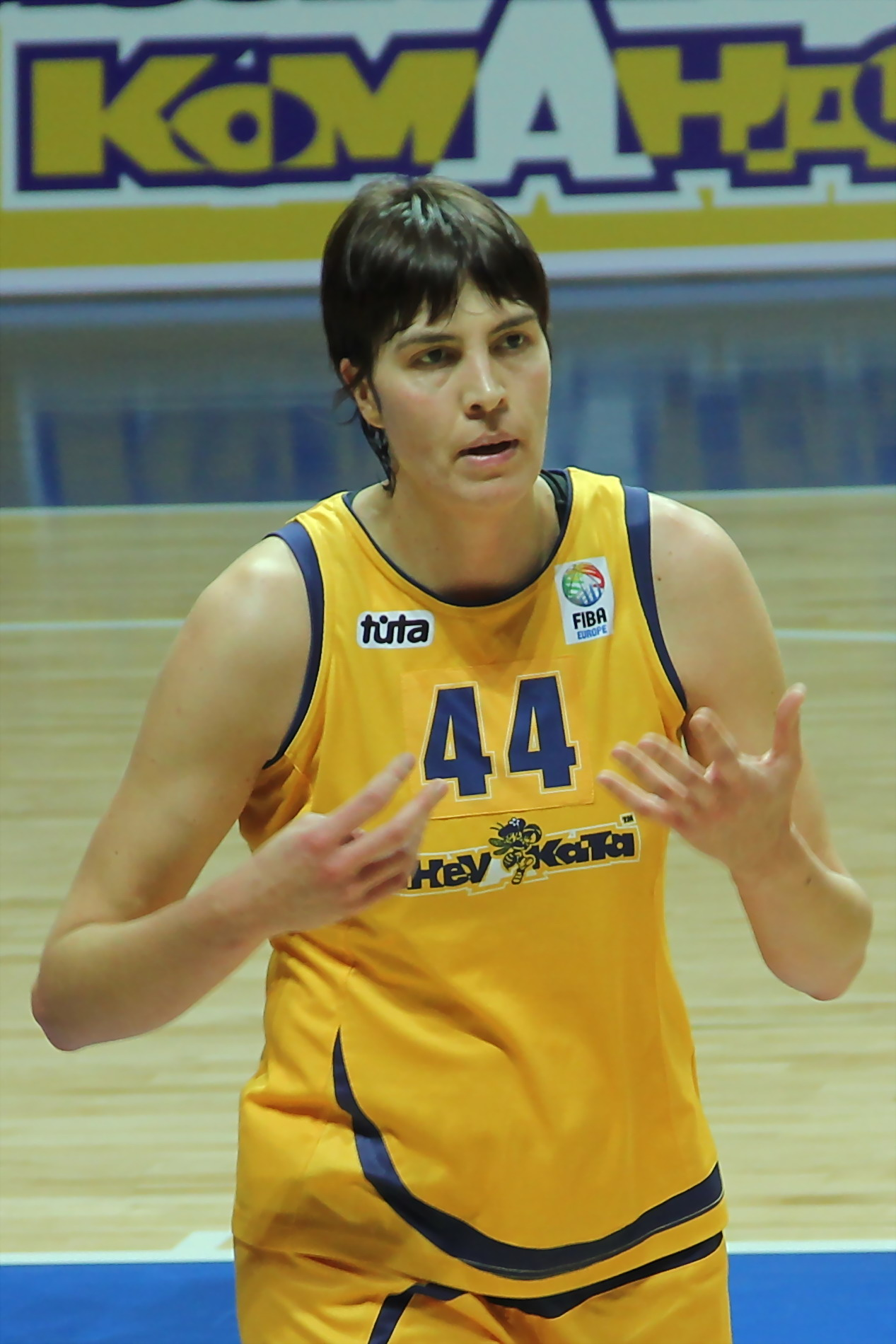
Елена Баранова, лучший игрок матча по блок-шотам (4)

| Звёзды Западной конференции |                         |        |       |      |       |     |     |     |     |    |    |     |    |     |
| Стартовая пятёрка           | Команда                 | MIN    | FG    | 3P   | FT    | OFF | DEF | TOT | AST | ST | BS | TOV | PF | PTS |
| Тиша Пенишейру              | Сакраменто Монархс      | 21     | 0-2   | 0-0  | 1-2   | 0   | 3   | 3   | 5   | 2  | 0  | 5   | 1  | 1   |
| Жанет Аркейн                | Хьюстон Кометс          | 20     | 2-7   | 1-2  | 2-2   | 1   | 0   | 1   | 0   | 0  | 0  | 2   | 0  | 7   |
| Тина Томпсон                | Хьюстон Кометс          | 19     | 2-12  | 0-2  | 0-0   | 1   | 2   | 3   | 0   | 3  | 0  | 3   | 5  | 4   |
| Рути Болтон                 | Сакраменто Монархс      | 20     | 3-8   | 0-3  | 0-0   | 0   | 4   | 4   | 3   | 6  | 0  | 1   | 2  | 6   |
| Иоланда Гриффит             | Сакраменто Монархс      | 18     | 7-8   | 0-0  | 3-4   | 3   | 4   | 7   | 0   | 2  | 1  | 2   | 2  | 17  |
| Запасные игроки             |                         |        |       |      |       |     |     |     |     |    |    |     |    |     |
| Тамека Диксон               | Лос-Анджелес Спаркс     | 20     | 4-7   | 0-1  | 0-0   | 0   | 2   | 2   | 4   | 0  | 0  | 1   | 0  | 8   |
| Джеки Стайлз                | Портленд Файр           | 20     | 0-3   | 0-0  | 4-4   | 0   | 2   | 2   | 0   | 0  | 0  | 0   | 3  | 4   |
| Кэти Смит                   | Миннесота Линкс         | 20     | 1-5   | 0-3  | 0-0   | 0   | 2   | 2   | 0   | 1  | 1  | 1   | 1  | 2   |
| Лорен Джексон               | Сиэтл Шторм             | 19     | 4-9   | 2-4  | 1-1   | 2   | 1   | 3   | 1   | 3  | 0  | 1   | 3  | 11  |
| Лиза Лесли[d]               | Лос-Анджелес Спаркс     | 23     | 8-14  | 1-2  | 3-4   | 3   | 6   | 9   | 1   | 1  | 3  | 3   | 4  | 20  |
| Натали Уильямс[e]           | Юта Старз               | -      | -     | -    | -     | -   | -   | -   | -   | -  | -  | -   | -  | -   |
| Всего                       |                         | 200:00 | 31-75 | 4-17 | 14-17 | 10  | 26  | 36  | 14  | 18 | 5  | 19  | 21 | 80  |
| Главный тренер              | Ван Ченселлор (Хьюстон) |        |       |      |       |     |     |     |     |    |    |     |    |     |

| Звёзды Восточной конференции |                         |        |       |      |       |     |     |     |     |    |    |       |    |     |
| Стартовая пятёрка            | Команда                 | MIN    | FG    | 3P   | FT    | OFF | DEF | TOT | AST | ST | BS | TOV   | PF | PTS |
| Тереза Уизерспун             | Нью-Йорк Либерти        | 15     | 0-1   | 0-0  | 0-0   | 0   | 1   | 1   | 2   | 3  | 0  | 3     | 0  | 0   |
| Никки Маккрей                | Вашингтон Мистикс       | 22     | 2-7   | 0-0  | 1-2   | 0   | 0   | 0   | 2   | 0  | 1  | 1     | 1  | 5   |
| Вики Джонсон                 | Нью-Йорк Либерти        | 19     | 2-8   | 2-5  | 2-2   | 0   | 3   | 3   | 1   | 0  | 0  | 3     | 0  | 8   |
| Тадж Макуильямс              | Орландо Миракл          | 26     | 4-7   | 0-0  | 2-4   | 2   | 2   | 4   | 1   | 2  | 0  | 1     | 3  | 10  |
| Тари Филлипс                 | Нью-Йорк Либерти        | 24     | 4-8   | 0-0  | 1-6   | 4   | 5   | 9   | 0   | 1  | 0  | 7     | 1  | 9   |
| Запасные игроки              |                         |        |       |      |       |     |     |     |     |    |    |       |    |     |
| Мерлакия Джонс               | Кливленд Рокерс         | 18     | 4-8   | 0-1  | 4-6   | 1   | 5   | 6   | 1   | 1  | 0  | 1     | 3  | 12  |
| Никеша Сейлс                 | Орландо Миракл          | 10     | 4-8   | 1-3  | 1-2   | 0   | 1   | 1   | 0   | 0  | 0  | 1     | 1  | 10  |
| Дон Стэйли                   | Шарлотт Стинг           | 15     | 2-3   | 0-0  | 0-0   | 0   | 0   | 0   | 3   | 4  | 0  | 0     | 2  | 4   |
| Андреа Стинсон               | Шарлотт Стинг           | 17     | 2-9   | 0-3  | 0-0   | 2   | 3   | 5   | 1   | 0  | 0  | 1     | 2  | 4   |
| Рита Уильямс                 | Индиана Фивер           | 9      | 0-2   | 0-2  | 0-0   | 0   | 0   | 0   | 1   | 0  | 0  | 0     | 0  | 0   |
| Елена Баранова               | Майами Сол              | 25     | 4-8   | 1-2  | 1-2   | 0   | 7   | 7   | 2   | 1  | 4  | 2     | 2  | 10  |
| Всего                        |                         | 200:00 | 28-69 | 4-16 | 12-24 | 9   | 27  | 36  | 14  | 12 | 5  | 21[f] | 15 | 72  |
| Главный тренер               | Ричи Адубато (Нью-Йорк) |        |       |      |       |     |     |     |     |    |    |       |    |     |

- d  Жирным курсивным шрифтом выделена статистика самого ценного игрока матча.
- e  Натали Уильямс получила травму на предматчевой разминке и на площадку не выходила.
- f  На официальном сайте женской НБА указано, что по итогам этого матча сборная Востока совершила 21 потерю, однако в результате сложения потерь, совершённых всеми игроками команды, которые указаны в скобках, их количество на самом деле оказалось на одну потерю меньше[9].